# Il racconto del fattore
(Geoffrey Chaucer, I racconti di Canterbury)
Il prologo e il racconto del fattore (The Reeve's Prologue and Tale) è la terza novella all'interno de I racconti di Canterbury di Geoffrey Chaucer.
Il Fattore, il cui nome comparso all'interno del testo è Osewold, gestisce una grande proprietà da cui ricava incredibili profitti per il suo padrone e per sé stesso. All'interno del testo viene descritto come un uomo molto magro, con un pessimo carattere. Il Fattore una volta aveva un carpentiere, professione di cui si è fatto beffa il Mugnaio: Osewold dunque decide di rispondere a questa precedente storia con una nuova storia, in cui deride la professione di mugnaio.

## Trama
Per riprendere la farina rubata, due giovani studenti di un'accademia di Cambridge, gestita da un rettore ormai in fin di vita, decidono di andare dal mugnaio ad imparare come si semina e macina il grano. Ma mentre i due stanno lavorando nel mulino, il mugnaio fa scappare il loro cavallo per costringerli a produrre più sacchi di farina possibile. Dopodiché i due ragazzi si mettono alla ricerca del cavallo, mentre il mugnaio se la ride di cuore.
Arrivata la notte, mentre l'allegra famigliola del mugnaio sta mangiando, i due ragazzi ritornano e bussano alla porta, chiedendo ospitalità. Il padrone li invita a dormire assieme a loro nella stanza, ma a notte fonda gli studenti decidono di divertirsi: infatti uno va a letto con la figlia del mugnaio e l'altro, dopo aver visto la moglie del mugnaio alzarsi per andare in bagno, decide di spostare velocemente la culla del figlioletto di 6 mesi vicino al suo letto, facendo credere alla donna, al ritorno dal bisogno, di essere ritornata al suo letto nuziale. Così la moglie si mette a letto con l'altro studente e le due coppie passano una notte d'incanto. Il mattino dopo all'alba, l'amante di Moly, la figlia del mugnaio, si sveglia e si reca in un letto e conversando con il mugnaio, credendolo il compagno, rivelandogli tutto ciò che ha fatto e questi, montando su tutte le furie, lo aggredisce facendo una gran baraonda di letti rovesciati e di grida. Per fortuna i due riescono a filarsela appena in tempo e a rubare qualche sacco di farina al mugnaio.